# Hanna Solf

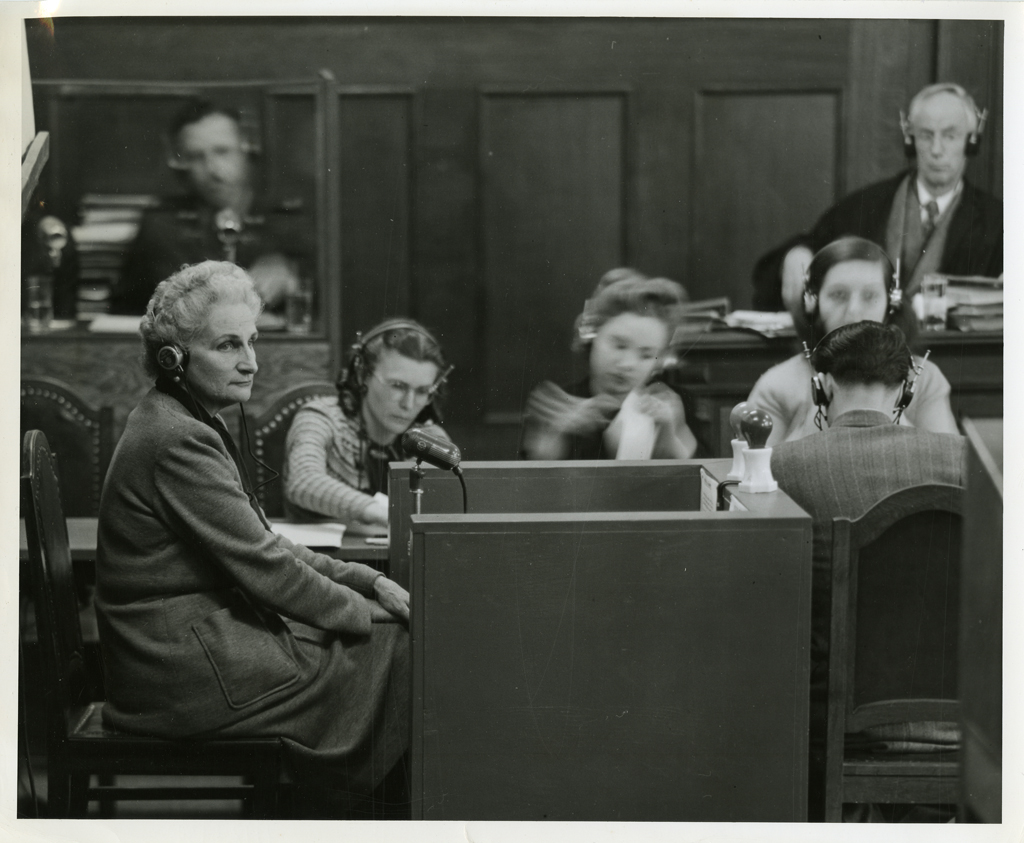
Hanna Solf témoignant au procès de Nuremberg.

Hanna Solf, née le 14 novembre 1887 à Neuenhagen et morte le 4 novembre 1954 à Starnberg, est une résistante allemande au nazisme. Elle est à l'origine du cercle de résistance et de réflexion, le cercle Solf.

## Biographie

### Jeunesse et famille
Johanna Susanne Elisabeth Dotti est née le 14 novembre 1887 à Neuenhagen. Elle est la fille du haut fonctionnaire Georg Leopold Dotti et d'Elisabeth Therese Maria Weygoldt. 
En 1908, elle épouse Wilhelm Solf, alors gouverneur des Samoa et, plus tard secrétaire d'État au ministère des Affaires étrangères. Ils ont une fille, So'oa'emalelagi (Lagi) Solf et un fils, Hans Heinrich Solf. La famille vit au Japon de 1920 à 1926 quand Wilhelm Solf y est ambassadeur, et aussi en Inde, en Afrique orientale allemande et en Angleterre,.
Les voyages à l'extérieur de l'Allemagne (Samoa, Inde, Afrique orientale allemande, Japon et Angleterre) apportent à Hanna et Wilhelm Solf la compréhension profonde des autres cultures. 
Dès les années 1920, Wilhelm Solf fonde, avec Hans von Seeckt et Walter Simons le club SeSiSo, où les partisans de différentes orientations politiques peuvent échanger des idées. Hanna Solf assiste à ces réunions destinées à construire une société libre et sociale. 

### La résistance
Après la mort de son mari en 1936, Hanna Solf fonde le Cercle Solf qui réunit des opposants au régime nazi, des diplomates, des agents du renseignement et des hommes et femmes du monde des arts et de la culture dans son appartement autour d'un thé ou chez Elisabeth von Thadden,.  Parmi eux, on compte le diplomate Otto Carl Kiep, le chirurgien Ferdinand Mainzer, Carl Zuckmayer, Richard Kuenzer, Albrecht Graf von Bernstorff, Karl Ludwig von und zu Guttenberg et d'autres. Le cercle Solf ne fait pas de résistance active ou violente, c'est plutôt un groupe de réflexion et de débats. Il est cependant en contact avec d'autres groupes d’opposition de la Wehrmacht et du ministère des Affaires étrangères ainsi qu'avec le groupe Uhrig-Römer (de) et le cercle de Kreisau,,.Après l'arrivée d'Hitler au pouvoir, Hanna Solf prend contact avec les membres critiques du nazisme comme Kurt von Hammerstein et Richard Kuenzer[réf. nécessaire].
En 1941, Yōsuke Matsuoka, le ministre des Affaires étrangères du Japon, leur rend visite, ce que Roland Freisler prend pour un affront[réf. nécessaire]. 
Johanna Solf s'efforce d'aider les personnes persécutées politiquement et racialement à fuir à l'étranger. Avec l'aide de la comtesse Maria von Maltzan, Hanna Solf et sa fille Lagi von Ballestrem mettent en place un réseau d'émigration et de faux passeports vers la Suisse pour les personnes persécutées par les nazis. Elle achète une maison à Garmisch-Partenkirchen pour des opérations d'évasion où sa sœur Elisabeth Dotti s'installe. Lorsque Hanna Solf et sa fille sont victimes des bombardements en 1943, elles viennent s'y réfugier.
L'espion de la Gestapo Paul Reckzeh infiltre le groupe le 10 septembre 1943, lors d'un goûter d'anniversaire organisé par Elisabeth von Thadden. Par hasard, Hanna Solf, Lagi von Ballestrem et Maria von Maltzan sont absentes de cette réunion. Le 12 janvier 1944, la Gestapo arrête à Garmisch-Partenkirchen Hanna Solf, sa fille Lagi von Ballestrem, Elisabeth Dotti et Martha Richter et les emmène à Munich. Les deux dernières femmes sont rapidement libérées. Hanna Solf est interrogée sans relâche durant deux jours puis transférée à Berlin, dans le camp de concentration de Sachsenhausen. Lagi von Ballestrem reste deux mois en prison à Munich puis est emmenée à Ravensbrück où finalement sa mère la rejoint le 15 mars 1944,,. Malgré les tortures et les interrogatoires presque quotidiens, Hanna Solf ne trahit aucun des membres du cercle. En juin 1944, Hanna Solf est transférée à Cottbus avec d'autres membres du cercle Solf. Elle est interrogée au Volksgerichtshof par Roland Freisler, à la suite de quoi, son affaire est retirée jusqu'à nouvel ordre. Après un passage à la prison de Moabit, elle est renvoyée à Ravensbrück où les interrogatoires reprennent. Le 1er décembre 1944, elle est emprisonnée à Moabit où se trouve déjà sa fille, dans l'attente de leur procès devant le Volksgerichtshof. Celui-ci est postposé à plusieurs reprises jusqu'à être fixé au 5 février 1945 mais, le 3 février, deux jours avant l'audience, Roland Freisler est tué dans son bureau pendant un bombardement de Berlin. De nombreux dossiers sont également détruits, dont ceux de l'affaire Solf. Le procès est à nouveau reporté, au 27 avril cette fois,.
Le 23 avril 1945, Hanna Solf et Lagi von Ballestrem sont libérées grâce à l'intervention d'Ernst Ludwig Heuss, le fils du futur président fédéral. Lorsqu'il apprend leur libération, Josef Goebbles ordonne qu'elles soient à nouveau arrêtées mais il est trop tard, Berlin est sur le point de tomber aux mains des alliés,. 
Ce n'est qu'après sa libération qu'Hanna Solf apprend l'arrestation de plus de 70 membres du cercle Solf

### L'après-guerre
Hanna Solf est convoquée au procès de Nuremberg en qualité de témoin. 
Après avoir passé un mois auprès de son fils Hans Heinrich Solf en Angleterre, elle s'installe à Starnberg où elle vit isolée, en compagnie de Martha Richter. 
Elle décède dans cette ville le 14 novembre 1954.
Elisabeth Dotti et Martha Richter sont enterrés dans la même tombe que Johanna Solf. On ne sait pas si Wilhelm Solf y repose également mais son nom est inscrit sur la pierre tombale.

## Hommages
Dans sa ville natale de Neuenhagen, une rue porte le nom de Johanna-Solf-Straße depuis 2008. La maison de sa famille est reconstruite et est maintenant une Haus der Begegnungen und des Lernens, maison de rencontre et d'apprentissage.
Sa tombe est une tombe d'honneur de la ville de Strandberg